# Scorpaena loppei
Scorpaena loppei behoort tot het geslacht Scorpaena van de familie van schorpioenvissen. Deze soort komt voor in het westen van de Atlantische Oceaan en de Middellandse Zee op diepten van 50 tot 200 meter. Zijn maximale lengte bedraagt zo'n 15 cm.